# 5035 Swift
Az 5035 Swift (ideiglenes jelöléssel 1991 UX) a Naprendszer kisbolygóövében található aszteroida. Ueda Szeidzsi és Kaneda Hirosi fedezte fel 1991. október 18-án.